# Княжева Слобода

Княжева Слобода (укр. Княжева Слобода) — село,
Шиловский сельский совет,
Зеньковский район,
Полтавская область,
Украина.
Код КОАТУУ — 5321387804. Население по переписи 2001 года составляло 88 человек.

## Географическое положение
Село Княжева Слобода находится в 3,5 км от левого берега реки Грунь,
примыкает к селу Васильково.
По селу протекает заболоченный ручей.

## История
В 1941 году называлось Отрадовка, им. Горького
Есть на карте 1869 года как хутор Князи